# Institut für Sexualwissenschaft
Het Institut für Sexualwissenschaft was een seksuologisch onderzoeksinstituut in de Weimarrepubliek van 1919 tot 1933. In 1933 is het archief van het instituut vernietigd door boekverbrandingen door de NSDAP.
Het Institut für Sexualwissenschaft werd geleid door de Joodse seksuoloog Magnus Hirschfeld. Hij leidde sinds 1897 al het Wissenschaftlich-humanitäre Komitee, dat campagne voerde voor homorechten en tolerantie.
In 1973 werd er een nieuw Institut für Sexualwissenschaft geopend in Universiteit van Frankfurt. De Humboldtuniversiteit te Berlijn volgde hierop in 1996.

## Werkzaamheden
Het instituut had verschillende werkzaamheden en verschillende doelgroepen. Zo hield het instituut zich bezig met heteroseksualiteit en homoseksualiteit, maar ook met wat toen aangeduid werd als travestie. Deze groep was zeer breed en zouden we heden ten dage aanduiden als enerzijds travestieten, die de kleding van het andere geslacht dragen, en anderzijds transmensen, bij wie de identificering met dit geslacht dieper gaat dan enkel het dragen van de kleding.
De werknemers en oprichter van het Instituut deden onderzoek en hadden een voorlichtende rol. Daardoor kon latere patiënt Gerd Katter al vroeg kennis maken met het idee van transmensen, doordat hij een boek vond van Hirschfeld in de vakbondsbibliotheek van zijn werk.
Daarnaast hielp het instituut mensen bij het verkrijgen van een Transvestitenschein en bij het veranderen van naam. In uitzonderlijke gevallen, bood het instituut ook geslachtsbevestigende operaties aan. In de eerste plaats wilde het instituut echter een veilige plek vormen voor mensen die heden ten dage als lhbti+'er zouden worden aangeduid.

## Patiënten en medewerkers
Verschillende patiënten zijn ons bekend van het Instituut, waaronder:
- Dora Richter die de eerste geslachtsbevestigende operatie kreeg
- Toni Ebel
- Charlotte Charlaque
- Lili Elbe

Naast Magnus Hirschfeld werken ook andere artsen en betrokkenen bij het Instituut of werden zij tijdelijk omwille van hun expertise ingevlogen, waaronder:
- Ludwig Levy-Lenz - gynaecoloog en chirurg
- Erwin Gohrbandt - verschillende malen ingevlogen om zijn chirurgische expertise
- Bernhard Schapiro - androloog
- Felix Abraham - seksuoloog
- Karl Giese - archivaris